# GFER
GFER (англ. Growth factor, augmenter of liver regeneration) – білок, який кодується однойменним геном, розташованим у людей на короткому плечі 16-ї хромосоми. Довжина поліпептидного ланцюга білка становить 205 амінокислот, а молекулярна маса — 23 449.
| 10         |  | 20         |  | 30         |  | 40         |  | 50         |
| ---------- |  | ---------- |  | ---------- |  | ---------- |  | ---------- |
| MAAPGERGRF |  | HGGNLFFLPG |  | GARSEMMDDL |  | ATDARGRGAG |  | RRDAAASAST |
| PAQAPTSDSP |  | VAEDASRRRP |  | CRACVDFKTW |  | MRTQQKRDTK |  | FREDCPPDRE |
| ELGRHSWAVL |  | HTLAAYYPDL |  | PTPEQQQDMA |  | QFIHLFSKFY |  | PCEECAEDLR |
| KRLCRNHPDT |  | RTRACFTQWL |  | CHLHNEVNRK |  | LGKPDFDCSK |  | VDERWRDGWK |
| DGSCD      |  |            |  |            |  |            |  |            |

A: Аланін

C: Цистеїн

D: Аспарагінова кислота

E: Глутамінова кислота

F: Фенілаланін

G: Гліцин

H: Гістидин

I: Ізолейцин

K: Лізин

L: Лейцин

M: Метіонін

N: Аспарагін

P: Пролін

Q: Глутамін

R: Аргінін

S: Серин

T: Треонін

V: Валін

W: Триптофан

Кодований геном білок за функціями належить до оксидоредуктаз, факторів росту, фосфопротеїнів. 
Задіяний у такому біологічному процесі, як альтернативний сплайсинг. 
Білок має сайт для зв'язування з ФАД, флавопротеїном. 
Локалізований у цитоплазмі, мітохондрії.
Також секретований назовні.